# 달래섬
달래섬 또는 월내도(月乃島)는 황해도 남단에 있는 섬이다. 북위 38도선보다 가까스로 이북에 있어서 광복 직후에는 북한에 속하였다. 한국 전쟁 때 황해도의 다른 도서들과 함께 주한 유엔군 유격부대가 점령하였다. 그러나 1953년 정전협정에 따라 유엔군이 철수하여 조선민주주의인민공화국에 인계하였다. 행정상 황해남도 룡연군에 속해 있다. 백령도에서 약 12km 정도 떨어져 있다. 
북방한계선 근처에 위치한다. 섬에는 월내도 방어대라는 장사정포 부대가 배치되어 있다. 장산곶 및 룡연반도에 남한이 지배하는 백령도를 공격하기 위한 북한의 군사 기지 및 해안포 진지가 설치되어 있다.